# プリンチペ・アメデオ級装甲艦
プリンチペ・アメデオ級装甲艦（プリンチペ・アメデオきゅうそうこうかん、Classe Principe Amedeo）は、イタリア海軍が建造した装甲艦の艦級で一等装甲蒸気フリゲートに類別された。1番艦の艦名は当時のイタリア国王ヴィットーリオ・エマヌエーレ2世の次男アマデオ1世に因み、2番艦の艦名はリッサ海戦で勇戦して戦没した「パレストロ」の艦名を襲名した。

## 概要
本級は1865年4月時点で建造中であった「ローマ級」に2隻の建造が承認され、引き続き国産装甲艦として自国で建造されたクラスである。機関はナポリとジェノヴァのアンサルド社に発注された。本級の船体材料は鉄製であるが当時のイタリアの鉄製造能力から全鉄とはいかず、鉄骨木皮構造であった。

## 艦形

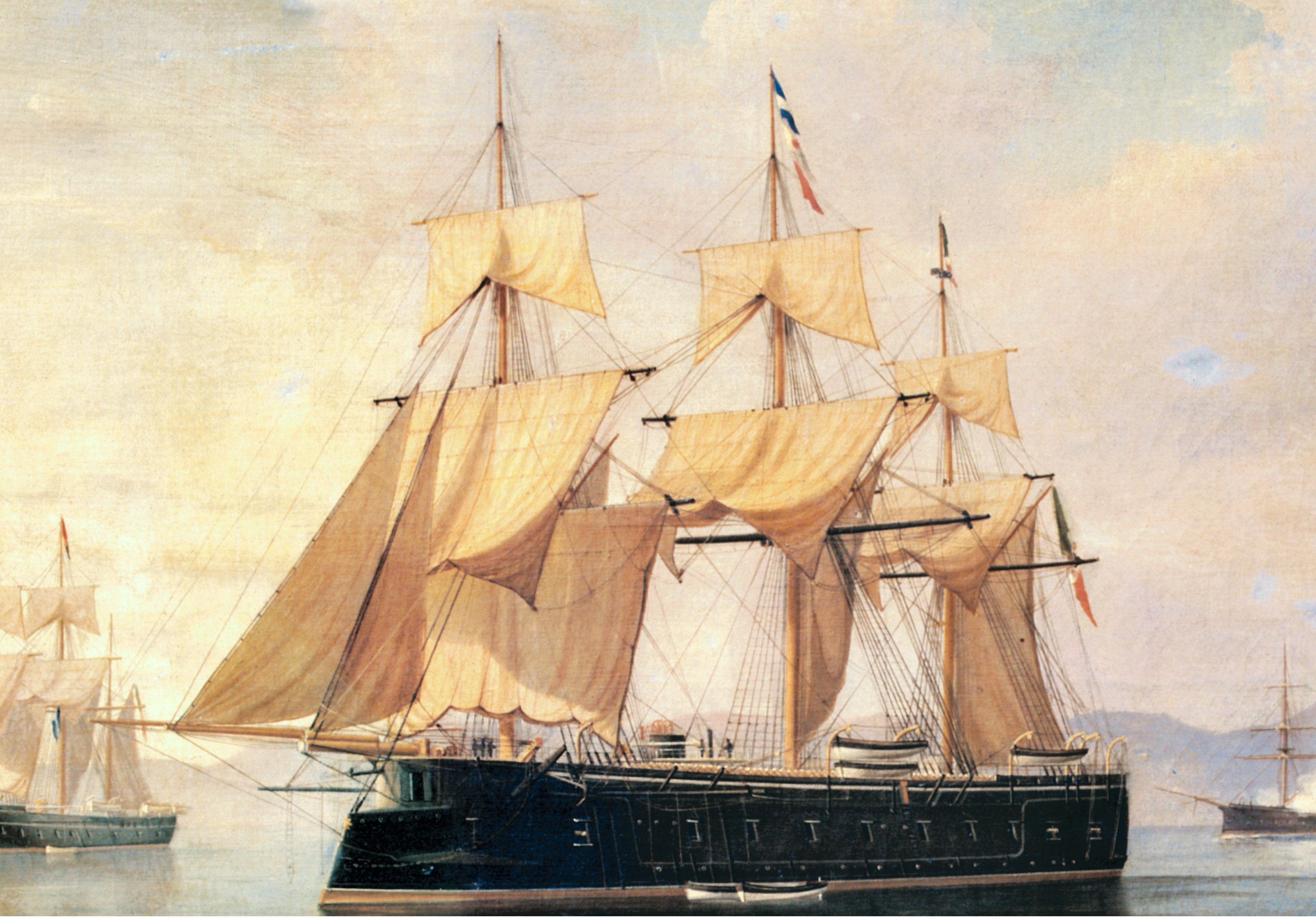
航行するプリンチペ・アメデオを描いた絵

本級の船体形状は艦首水面下に衝角をもつ平甲板型船体に帆走用の3本のバーク型マストと中央部に伸縮式の1本煙突を持つ当時の一般的な装甲艦の形態である。本級は防御面において前級よりも強化され、船体の側面は150mmから221mm増厚されたが、その一方で砲郭部は140mmに減厚された。司令塔は最厚で61mmであった。

## 機関
本艦に搭載された主機関は船体中央部の主要防御区画内部に配置した石炭専焼円缶6基にレシプロ機関1基1軸推進で最大出力3,130馬力で機関航行のみで速力12.0ノットを発揮した。燃料の石炭は580トン搭載された。

## 同型艦
- プリンチペ・アメデオ（Principe Amedeo）: カステラマーレ造船所で1865年8月起工、1872年1月15日進水、1874年12月15日竣工。1895年に弾薬倉庫として使用。1896年3月28日に除籍後解体処分。

- パレストロ（Palestro）: ラ・スペチア造船所で1865年8月起工、1871年10月2日進水、1875年7月11日竣工。1900年4月14日に除籍後解体処分。

## 参考図書
- 「世界の艦船増刊 イタリア戦艦史」（海人社）
- 「Conway All The World's Fightingships 1860-1905」（Conway）